# Борик, Отто
Отто Борик (нем. Otto Borik; род. 25 сентября 1947, Прага) — немецкий шахматист, международный мастер (1982). Шахматный литератор.
В составе сборной Германии участник 2-х Олимпиад (1978—1980).

## Книги
- Schach-Olympiade: Buenos Aires '78, Rau, Дюссельдорф 1979. ISBN 3-7919-0191-5
- Eröffnungen, halboffene Spiele, 3-е издание, Beyer Verlag, Холльфельд 1983. ISBN 3-921202-70-1
- Moderne Verteidigung, 2-е издание, Beyer Verlag, Холльфельд 1984. ISBN 3-88805-053-7 (в соавторстве с В. Гортом)
- Budapester Gambit (2-е издание), Edition Mädler im Rau Verlag, Дюссельдорф o.J. (1988). ISBN 3-7919-0221-0
- Kasparows Schacheröffnungen (2-е издание), Edition Olms, Цюрих 1992. ISBN 3-283-00319-X

## Изменения рейтинга
| Графики недоступны из-за технических проблем. См. информацию на Фабрикаторе и на mediawiki.org. |